# Síndrome de Dubowitz
El Síndrome de Dubowitz es una rara enfermedad genética que se caracteriza por microcefalia, retraso del crecimiento pre y postnatal y una apariencia facial característica (pequeña, con forma redonda, triangular, frente alta o inclinada, con una barbilla puntiaguda, una nariz ancha, los ojos muy separados, cejas escasas laterales y con los párpados caídos). Los síntomas varían entre los pacientes, pero otras características incluyen una voz suave y aguda; conducta hiperactiva, cincha parcial de los dedos de manos y pies, deformaciones del paladar, anormalidades genitales; eczema; alergias; preferencia por el pensamiento concreto sobre abstracto, dificultades con el lenguaje y la aversión a las multitudes. Durante el primer año de vida son frecuentes los vómitos y la diarrea, rinorrea (derrame de líquido por la nariz) y otitis media.
La patogénesis de la enfermedad aún no se ha identificado ningún examen médico y definitivamente puede diagnosticar la enfermedad.
El principal método de diagnóstico es a través de la identificación del fenotipo facial. Desde que fue descrita por primera vez en 1965 por el médico inglés Victor Dubowitz, y en 1971 se lo denominó "Síndrome de Dubowitz" (SD), más de 140 casos han sido reportados en todo el mundo. La mayoría de los casos se han registrado en los Estados Unidos, Alemania y Rusia, y parece afectar a todos los grupos étnicos y géneros por igual.

## Epidemiología
La prevalencia total al nacer en Europa se estima en 1/500.000.

## Desencadenantes

### Componente genético
Aunque la patología exacta del síndrome de Dubowitz no se conoce todavía, es casi seguro que tiene un componente genético. Se clasifica como una enfermedad autosómica recesiva, que puede ser transmitida a través de las generaciones. Además, hay una consanguinidad ocasional de los padres. Varios casos hacen que se apunte al síndrome de Dubowitz cuando ocurre en gemelos monocigóticos, hermanos, así como primos. Sin embargo, aunque tiene un carácter recesivo que se puede expresar para causar los síntomas del trastorno, se ha encontrado una variación en la expresión fenotípica. En algunos casos, a pesar de los síntomas comunes de la microcefalia, el grado de retraso mental varía entre los pacientes. Aunque existe una considerable evidencia que señala a la base genética de este trastorno, los síntomas que se expresan son muy similares al síndrome alcohólico fetal y necesitan más estudios para hacerse con el fin de determinar si este agente ambiental tiene un efecto sobre la expresión del genotipo. Además, uno de los síntomas del síndrome de Dubowitz incluye la ruptura de cromosomas.

### Hormona del crecimiento
Se ha encontrado que el síndrome de Dubowitz está acompañada por una deficiencia en la hormona del crecimiento. Esto es evidente en el retraso en el crecimiento de los individuos con este trastorno. La hormona del crecimiento es secretada por la glándula pituitaria anterior del cerebro. Su función principal es aumentar la altura de una persona durante el desarrollo, a pesar de que también desempeña un papel en la regulación de la función inmune, aumenta la retención de calcio, también aumenta la masa muscular y estimula la gluconeogénesis. Una deficiencia en la hormona del crecimiento puede ser causado por mutaciones genéticas, malformaciones del hipotálamo o de la glándula pituitaria durante el desarrollo o daño a la pituitaria. En el síndrome de Dubowitz, la causa es muy probablemente debido a las mutaciones génicas o ruptura de las estructuras cerebrales durante desarrollo. Deficiencia de la hormona del crecimiento también tiene una correlación con los niveles bajos de IgG, una condición que se encuentra en pacientes de Dubowitz.

## Microcefalia
La microcefalia es una característica en la que la circunferencia de la cabeza es más pequeña de lo normal debido a un desarrollo inadecuado del cerebro. Generalmente es causada por trastornos genéticos, infecciones, radiación, los medicamentos o el abuso de alcohol durante el embarazo. Los defectos en el crecimiento de la corteza cerebral conducen a muchas de las características asociadas con microcefalia. No hay manera de tratar esta anormalidad para que la cabeza o el tamaño del cerebro vuelvan a la normalidad. Sin embargo, existen programas de tratamiento que son sintomáticos y de apoyo, tales como terapia física y del habla y medicamentos para las convulsiones e hiperactividad. La microcefalia tiene un amplio rango de pronósticos: algunos pacientes experimentan un retraso mental muy pequeño y puede alcanzar hitos regulares apropiados para su edad, mientras que otros experimentan un severo retraso mental y con efectos secundarios neuromusculares.

## Paralelismos con el SSLO
Otra ventaja que los investigadores han encontrado en su búsqueda de una base genética para el síndrome de Dubowitz se encuentra en la investigación del Síndrome de Smith-Lemli-Opitz (SSLO o en inglés SLOS). Los pacientes con síndrome SSLO y Dubowitz experimentan muchas de las mismas anomalías y por lo tanto la hipótesis vinculadas. Una característica de SSLO es un bajo nivel de colesterol y un alto nivel el 7-dehidrocolesterol. El colesterol desempeña muchos papeles importantes en el cuerpo: es esencial para la estructura de la membrana celular, la síntesis de hormonas esteroides y el sexo, y la embriogénesis. Deterioro de la biosíntesis de colesterol o transporte podría ser responsable de muchos de los síntomas tanto de SSLO y Dubowitz. Aunque solo en algunos pacientes con síndrome de Dubowitz se han identificado por tener niveles alterados de colesterol, ha planteado la cuestión entre los investigadores sobre si Dubowitz comparte otra característica común con SSLO: un enlace a un defecto en la vía biosintética del colesterol.
Debido a la muy baja prevalencia de la enfermedad, y la amplia gama de síntomas asociados con ella, la patología exacta bioquímica de la enfermedad todavía se está investigando. Hay varios estudios que se centran en diferentes aspectos de la enfermedad para tratar de encontrar la causa exacta y la expresión. Un estudio realizado examinó las características específicas oral en un paciente. Otro estudio encontró anormalidades en el cerebro, como una disgenesia del cuerpo calloso, un poco desarrollado hipófisis anterior y el tallo cerebral con neurohipófisis ectópica.